# Tossal del Deu
El Tossal del Deu és una muntanya de 312 metres que es troba al municipi de Camarasa, a la comarca catalana de la Noguera.